# Idotea balthica
Idotea balthica — морські ізоподи, що мешкають серед водної рослинності та на каміннях вздовж берегів Європи. Їх можна знайти на літоралі, де вони живляться водоростями.

## Характеристика

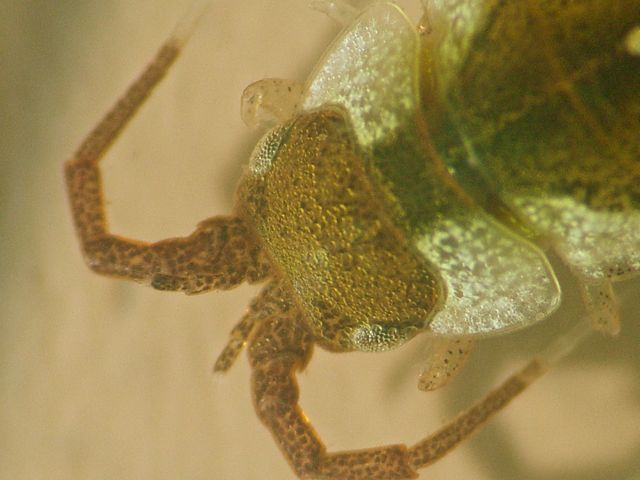
Голова ідотеї

Самці можуть сягати довжини 4 см, самиці менші і зазвичай темніші. Забарвлення може бути жовте, зелене або буре із малими білими цятками на спині. Цей вид легко відрізними від інших представників родини Idoteidae за формою хвостових сегментів, тельсона, який заходить на спину, маючи більш-менш рівні боки. Сегменти закінчуються шипами.

## Поширення
Бельгійська ексклюзивна економічна зона, Велика Британія, Бухта Кобскук, Голландська ексклюзивна економічна зона, Європейські води, Грецька ексклюзивна економічна зона, Менська затока, Кнокке, Північно-Західна Атлантика, Червоне і Чорне моря, Воордельта, Західний берег Норвегії, Вімере.